# سی،اکس‌اواکس‌او
سی، اکس‌اواکس‌او (انگلیسی: C,XOXO) چهارمین آلبوم استودیویی خواننده آمریکایی کامیلا کبیو است که در ۲۸ ژوئن ۲۰۲۴ از طریق گفن و اینترسکوپ رکوردز منتشر شد. این نخستین آلبوم او پس از جدایی از اپیک رکوردز است.

## جدول‌های موسیقی
| جدول (۲۰۲۴)                              | بالاترین جایگاه |
| ---------------------------------------- | --------------- |
| آلبوم‌های استرالیایی (ای‌آرآی‌ای)           | ۲۹              |
| آلبوم‌های اتریشی (آلبوم‌های او۳)           | ۱۶              |
| آلبوم‌های بلژیکی (اولتراتاپ فلاندرز)      | ۱۳              |
| آلبوم‌های بلژیکی (اولتراتاپ والونیا)      | ۲۴              |
| آلبوم‌های کانادایی (بیلبورد)              | ۲۰              |
| آلبوم‌های هلندی (جدول‌های هلند)            | ۱۵              |
| آلبوم‌های فرانسوی (اس‌ان‌ئی‌پی)              | ۵۴              |
| آلبوم‌های آلمانی (۱۰۰ آلبوم برتر رسمی)    | ۲۰              |
| آلبوم‌های ایرلندی (انجمن صنعت ضبط ایرلند) | ۵۷              |
| آلبوم‌های ایتالیایی (فیمی)                | ۶۱              |
| آلبدم‌های دیجیتال ژاپنی (اوریکون)         | ۴۳              |
| آلبوم‌های داغ ژاپنی (بیلبورد ژاپن)        | ۸۴              |
| آلبوم‌های نیوزیلندی (آرام‌ان‌زد)            | ۲۵              |
| آلبوم‌های نروژی (وی‌جی-لیستا)              | ۳۷              |
| آلبوم‌های لهستانی (ZPAV)                  | ۳۹              |
| آلبوم‌های پرتغالی (ای‌اف‌پی)                | ۵               |
| آلبوم‌های اسکاتلندی (شرکت جدول‌های رسمی)   | ۱۶              |
| آلبوم‌های اسپانیایی (پروموزیکای)          | ۱۰              |
| آلبوم‌های سوئیسی (جدول موسیقی سوئیس)      | ۱۵              |
| آلبوم‌های بریتانیا (شرکت جدول‌های رسمی)    | ۲۰              |
| بیلبورد ۲۰۰ ایالات متحده                 | ۱۳              |